# 北條貞將
北條貞將（日语：／ Hōjō Sadayuki/Hōjō Sadamasa，1302年—1333年7月4日），又稱金澤貞將（日语：／ Kanesawa Sadayuki），是日本鎌倉時代末期武將，北條氏金澤流末代，父親是鎌倉幕府第15任執權北條貞顯，母親是北條時村之女。
在鎌倉時代末期的倒幕運動中，貞將作為幕府軍的一員轉戰各地，最終在與新田義貞的戰鬥中死去。

## 生涯
貞將推測是在乾元元年（1302年）出生。雖然上有兄長顯助，但由於是庶子，作為正室長子的貞將才是嫡子。
文保2年（1318年）左右，貞將在這段期間左右迎娶正室。當時，貞將已經是從五位下右馬權頭，後來在同年6月25日成為評定眾，並且兼任官途奉行。同年12月，貞將就任引付五號頭人。
正中元年（1324年）9月19日，正中之變爆發後，貞將在11月16日成為南方六波羅探題，並且率領5000騎上洛。其後，貞將擔任執權探題在京都監視周遭動向。上洛後不過三天，貞將便撲滅六條坊門豬熊（現京都府京都市下京區內）發生的火災。嘉曆4年（1329年）8月1日，貞將由越後守轉任武藏守。
元德元年（1329年），貞將通過父親貞顯的協助，在元德2年（1330年）4月決定辭任六波羅探題，並且在7月11日前往京都正式辭任。貞將返回鎌倉後的7月24日，獲任命為引付一號頭人。
元弘3年或正慶2年（1333年）5月8日，新田義貞響應從隱岐逃脫的後醍醐天皇在上野新田庄的生品神社舉兵，貞將作為幕府軍的大將，原本計劃前往下總下河邊莊迎戰，在六浦庄整頓軍隊後於武藏鶴見川附近（現神奈川縣橫濱市鶴見區）遇上義貞的姻親千葉貞胤以及小山秀朝的軍隊，最終貞將不敵而折返鎌倉。
貞將返回鎌倉後，鑑於先前在鶴見的失利而重整軍隊敗，並且代替在洲崎之戰中不敵新田氏的赤橋守時軍在巨福呂坂防守。5月20日，新田氏一族堀口貞滿進攻巨福呂坂，貞將與貞滿軍激戰至5月22日。按軍記物語《太平記》第10卷的「大佛貞直金澤貞將討死事」記載，貞將在連番戰鬥後兵力大減至800人，為此他前往北條一門所在的東勝寺向撤退至此的得宗北條高時告別，當時高時讚賞貞將的忠義，賜他六波羅兩探題和相模守護的職務，但是由於貞將本來便是引付頭人首席，亦曾經擔任六波羅探題，因此高時此舉可說是明褒暗貶，如果是賞賜的話只有可能是其父貞顯曾經擔任的連署或執權，于是便有了北條貞將是镰仓幕府第十七代执权的说法。5月22日，貞將決定強行突擊義貞軍，最終與嫡子北條忠時等大量金澤一族一同戰死。

## 經歷
- 年月日不明，獲任命為從五位下左馬助。
- 年月日不明，轉任右馬權頭。
- 文保2年（1318年）6月25日，就任幕府評定眾就任，兼任官途奉行。同年12月，兼任五號引付頭人。
- 元應元年（1319年）閏7月13日，升任四號引付頭人。
- 元亨2年（1322年）7月12日，辭任四號引付頭人。
- 正中元年（1324年）11月16日，就任南方六波羅探題。當時已是越後守。
- 嘉曆4年（1329年）8月1日[16]，轉任武藏守。
- 元德2年（1330年）7月11日，辭任六波羅探題。7月24日，獲任命為一號引付頭人。
- 元弘3年（1333年）5月22日，隨著執權北條守時在5月18日戰死（5月18日），貞將將北條家托付給北條高時，稱相模守[17]。